# Панчо Виля
Франсиско „Панчо“ Виля (на испански: Francisco Pancho Villa), псевдоним на Хосе Доротео Аранго Арамула (на испански: José Doroteo Arango Arámbula), е мексикански революционер. Като един от водачите на Мексиканската революция, той е почитан в Мексико като национален герой. Неговата тактика служи за модел на по-късни революционни и партизански движения през 20 век.
По време на Мексиканската революция Панчо Виля се установява в Чиуауа и оглавява революционните армии в северната част на страната (Северна дивизия, Division del norte). За разлика от други водачи на революцията, като Емилиано Сапата, генерал Виля няма точно формулирани дългосрочни цели.
Виля е син на селски работник и остава сирак в ранна възраст. Искайки да отмъсти за нападение над сестра си, той убива един от собствениците на имота, в който работи и е принуден да избяга в планината, където прекарва юношеството си като беглец.
През 1910 г. Виля се присъединява към въстанието на Франсиско Мадеро срещу мексиканския диктатор Порфирио Диас. По време на въстанието, Виля, който няма формално образование, но се е научил да чете и пише, показва таланта си като войник и организатор. Заедно с дълбокото му познаване на земята и хората в северните части на Мексико, той предоставя на Мадеро дивизия от обучени войници. След успеха на революцията Виля остава в редиците на нередовните войски.
През 1912 г., в хода на въстанието на Паскуал Ороско, Виля събужда подозрението на генерал Викториано Уерта, който го осъжда на смърт, но Мадеро, който вече е президент, вместо това го хвърля в затвора. През ноември Виля се измъква от затвора и избягва в САЩ. След убийството на Мадеро през 1913 г., Виля се завръща в Мексико и сформира военна банда от няколко хиляди души, подвизваща се под името Северна дивизия. Комбинирайки силите си с тези на Венустиано Каранса, той се вдига на бунт срещу все по-потисническата и неефективна диктатура на Уерта, като още веднъж разкрива военния си талант, спечелвайки няколко битки. През декември 1913 г. Виля става губернатор на щата Чиуауа. С помощта на Каранса, той сваля Уерта от президентския пост през юни 1914 г., влизайки в Мексико Сити като победоносни водачи на революцията.
Недоверието и съперничеството между двамата, обаче, скоро води до разрив в отношенията им и Виля е принуден да напусне Мексико Сити заедно с революционера Емилиано Сапата през декември 1914 г. След поредица загубени битки от Каранса, той и Сапата се оттеглят в планините на север. За да покаже, че Каранса не контролира северните части на страната, Виля екзекутира 17 американски граждани в градчето Санта Исабел в Чиуауа през януари 1916 г., а след два месеца напада градчето Кълъмбъс в американския щат Ню Мексико, убивайки още 17 американци. Тогава американският президент Удроу Уилсън изпраща експедиция, оглавявана от генерал Джон Пършинг в района. Виля, обаче, е популярен сред народа и познава много добре терена в северните части на Мексико, а правителството на Мексико не одобрява присъствието на Пършинг на мексиканска почва, поради което залавянето на Виля се оказва невъзможна задача.
Виля продължава с партизанската си дейност, докато Каранса е на власт. След падането на правителството на Каранса през 1920 г., Виля е помилван и получава ранчо близо до Парал, като в замяна се съгласява да не участва в политиката. През 1923 г. решава да се включи отново в политиката покрай наближаващите президентски избори, но е убит от огнестрелен залп, докато пътува към вкъщи.
Виля изгражда образа си като международно известен революционен герой, играейки себе си в холивудски филми и давайки интервюта за чуждестранни журналисти, включително и за Джон Рид. След като умира, той е изключен от пантеона на революционните герои, докато Венустиано Каранса и Алваро Обрегон, с които се сражава по време на революцията, участват в политическата сцена. Възможно е именно това да е повлияло на продължителното му народно одобрение. Дълго време след революцията на него са посвещавани народни песни, филми и разкази. През 1976 г. тялото му е погребано при Паметника на революцията в Мексико Сити с голяма публична церемония.

## Битки/военни действия
- Битка при Сиудад Хуарес (исп.: Ciudad Juarez) – два пъти, през 1911 и 1913; двойна победа
- Битка при Тиера Бланка (бяла земя; исп.: Tierra Blanca) – 1913; победа
- Битка при Чиуауа (исп.: Chihuahua) – 1913; победа
- Битка при Охинага (исп.: Ojinaga) – 1913; победа
- Битка при Тореон (исп.: Torreón) – 1914; победа
- Битка при Гомес Паласио (исп.: Gómez Palacio) – 1914; победа
- Битка при Салтийо (исп.: Saltillo) – 1914; победа
- Битка при Сакатекас (исп.: Zacatecas) – 1914; победа
- Битка при Селайа (или Селаджя) (исп.: Celaya) – 1915; загуба
- Битката и щурмът срещу Агуа Приета (червеникава вода; исп.: Agua Prieta) – 1915; загуба
- Щурмът срещу Къламбъс, Ню-Мексико (англ.: Columbus, New Mexico) – 1916; победа

## Галерия
- Портрет на Виля от 1910 г.
- Виля (в центъра) през декември 1913 г., когато неговата Северна дивизия се сражава срещу диктатора Викториано Уерта.
- Панчо Виля (в центъра) с Алваро Обрегон (ляво) и Джон Пършинг (дясно), август 1914 г.
- Виля в Охинага, 1914 г.
- Виля с патронташ пред въстанически лагер.
- Виля с Емилиано Сапата.
- Панчо Виля с жена си, Лус Корал, малко преди да бъде убит.
- Статуя на Панчо Виля в Чиуауа.